# 口説き方教えます
『口説き方教えます』（くどきかたおしえます）は、1986年にハードが開発、発売したアダルトゲームである。シリーズ作品である『カインドゥギャルズ 〜口説き方教えます2〜』についても合わせて説明する。

## 概要
1人1話のストーリー仕立てでナンパシーンが展開していく言葉穴埋めゲームで、各所で文章が穴埋め表示され、穴埋め部分の言葉を正答すると先に進め、ストーリーの最後にアダルトなグラフィックを見ることができる。
穴埋め部分が不明な場合は、規定回数まで1文字単位でヒントを得ることができるようになっている。ヒントを使い切るとそのストーリーはクリア失敗となり、次のストーリーに移ることとなる。

## シリーズ作品
本作はシリーズ作品として2作発売されている。

### 口説き方教えます
第1作である。なお、本作にはお楽しみ秘密グッズが同梱されている。

### カインドゥギャルズ 〜口説き方教えます2〜
第2作である。機種によって微妙に作品名は異なる。例えば副題が『口説き方教えますpartII』となっているなど。
ファミリーコンピュータ ディスクシステム版は、他のアダルト作品と同様に任天堂非許諾作品であり、許諾表示も行われないように細工されている。発売元はセゾン。
シーン内容は以下の通りとなっている（括弧書きは、登場する女の子が名前および年齢を明かしているもの）。
1. 口説かれ方教えます（榊礼子、23歳）
2. 素敵なおじさま（村上ケイコ、18歳）
3. 甘い誘いにご用心!!（須藤正美、17歳）
4. ナンパするのも、命がけ？（中原涼子、20歳）
5. リアルタイム・ティーチ（杉下舞子、16歳）

## スタッフ
- グラフィック：尊辺友

## 評価
ディスクシステム版『カインドゥギャルズ』は前述のように任天堂非許諾作品だがファミコン通信で取り上げられクロスレビューでは3、3、4、4の14点。レビュアーはファミコンに今までなかった穴埋めクイズ形式でパズル感覚で楽しめるがゲームらしくしようとしているものの人それぞれなやや砕けた普段の生活での会話を当てるのは難しく予測不能な古い単語が出てくることもある、性描写に興味が惹かれず残念、買ってしまった人には同情する、脱衣ゲームだがそれはオマケであって本編はゲームではないといけないと思うがそれがつまらなくて本作はどちらもオマケ程度の完成度だとした。なお、レビュアーの1人のTACO.Xは性描写に否定的だがアダルト麻雀ゲームをゲームセンターでよくプレイするためあまり興奮しないとしている。